# Condado de Antelope
El condado de Antelope (en inglés: Antelope County), fundado en 1871, es un condado del estado estadounidense de Nebraska. En el año 2000 tenía una población de 7.452 habitantes con una densidad de población de 3 personas por km². La sede del condado es Neligh.

## Geografía
Según la oficina del censo el condado tiene una superficie total de 2223 km² (858,3 mi²), de los que 2220 km² (857,1 mi²) son tierra y 3 km² (1,2 mi²) (0.16%) son agua.

### Condados adyacentes
- Condado de Pierce - este
- Condado de Madison - sureste
- Condado de Boone - sur
- Condado de Wheeler - suroeste
- Condado de Holt - oeste
- Condado de Knox - norte

## Demografía
Según el 2000 la renta per cápita media de los habitantes del condado era de 30.114 dólares y el ingreso medio de una familia era de 36.240 dólares. En el año 2000 los hombres tenían unos ingresos anuales 26.288 dólares frente a los 16.926 dólares que percibían las mujeres. El ingreso por habitante era de 14.601 dólares y alrededor de un 13,60% de la población estaba bajo el umbral de pobreza nacional.

## Ciudades y pueblos
- Brunswick
- Clearwater
- Elgin
- Neligh
- Oakdale
- Orchard
- Royal
- Tilden (de modo parcial)

## Espacios naturales protegidos
Entre ellos destacan el Ashfall Fossil Beds que dispone de un lagerstätte y es un monumento nacional que contiene gran cantidad de fósiles del Mioceno.